# Ligne Karasuyama
La ligne Karasuyama (烏山線, Karasuyama-sen) est une ligne ferroviaire du réseau JR East au Japon. Elle relie la gare de Hōshakuji à Takanezawa à la gare de Karasuyama à Nasukarasuyama dans la préfecture de Tochigi.

## Histoire
La ligne a été inaugurée le 15 avril 1923 entre Hōshakuji et Karasuyama.

## Caractéristiques

### Ligne
- Longueur : 20,4 km
- Ecartement : 1 067 mm
- Nombre de voies : Voie unique

### Tracé
|  |

### Services et interconnexion
À Hōshakuji, la plupart des trains continuent sur la ligne principale Tōhoku (ligne Utsunomiya) jusqu'à la gare d'Utsunomiya.

### Liste des gares
| Gare               | Nom japonais | Distance depuis Hōshakuji (km) | Correspondances                   | Ville          | Ville                 |
| ------------------ | ------------ | ------------------------------ | --------------------------------- | -------------- | --------------------- |
| Hōshakuji          | 宝積寺       | 0                              | JR East : Tōhoku (interconnexion) | Takanezawa     | Préfecture de Tochigi |
| Shimotsuke-Hanaoka | 下野花岡     | 3,9                            |                                   | Takanezawa     | Préfecture de Tochigi |
| Niita              | 仁井田       | 5,9                            |                                   | Takanezawa     | Préfecture de Tochigi |
| Kōnoyama           | 鴻野山       | 8,3                            |                                   | Nasukarasuyama | Préfecture de Tochigi |
| Ōgane              | 大金         | 12,7                           |                                   | Nasukarasuyama | Préfecture de Tochigi |
| Kobana             | 小塙         | 15,3                           |                                   | Nasukarasuyama | Préfecture de Tochigi |
| Taki (ja)          | 滝           | 17,5                           |                                   | Nasukarasuyama | Préfecture de Tochigi |
| Karasuyama         | 烏山         | 20,4                           |                                   | Nasukarasuyama | Préfecture de Tochigi |

## Matériel roulant
Depuis le 15 mars 2014, la JR East exploite des rames série EV-E301 fonctionnant grâce à des batteries. Ces dernières sont rechargées en gare de Karasuyama ou sur la section Utsunomiya - Hōshakuji de la ligne principale Tōhoku.
Auparavant, la ligne était parcourue par des autorails KiHa 40. Ils ne circulent plus depuis 2017.

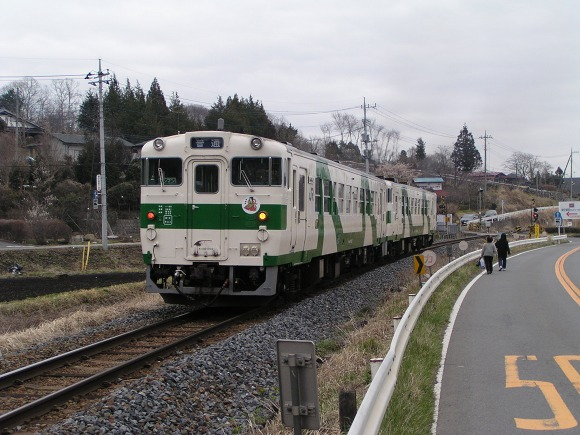
KiHa 40
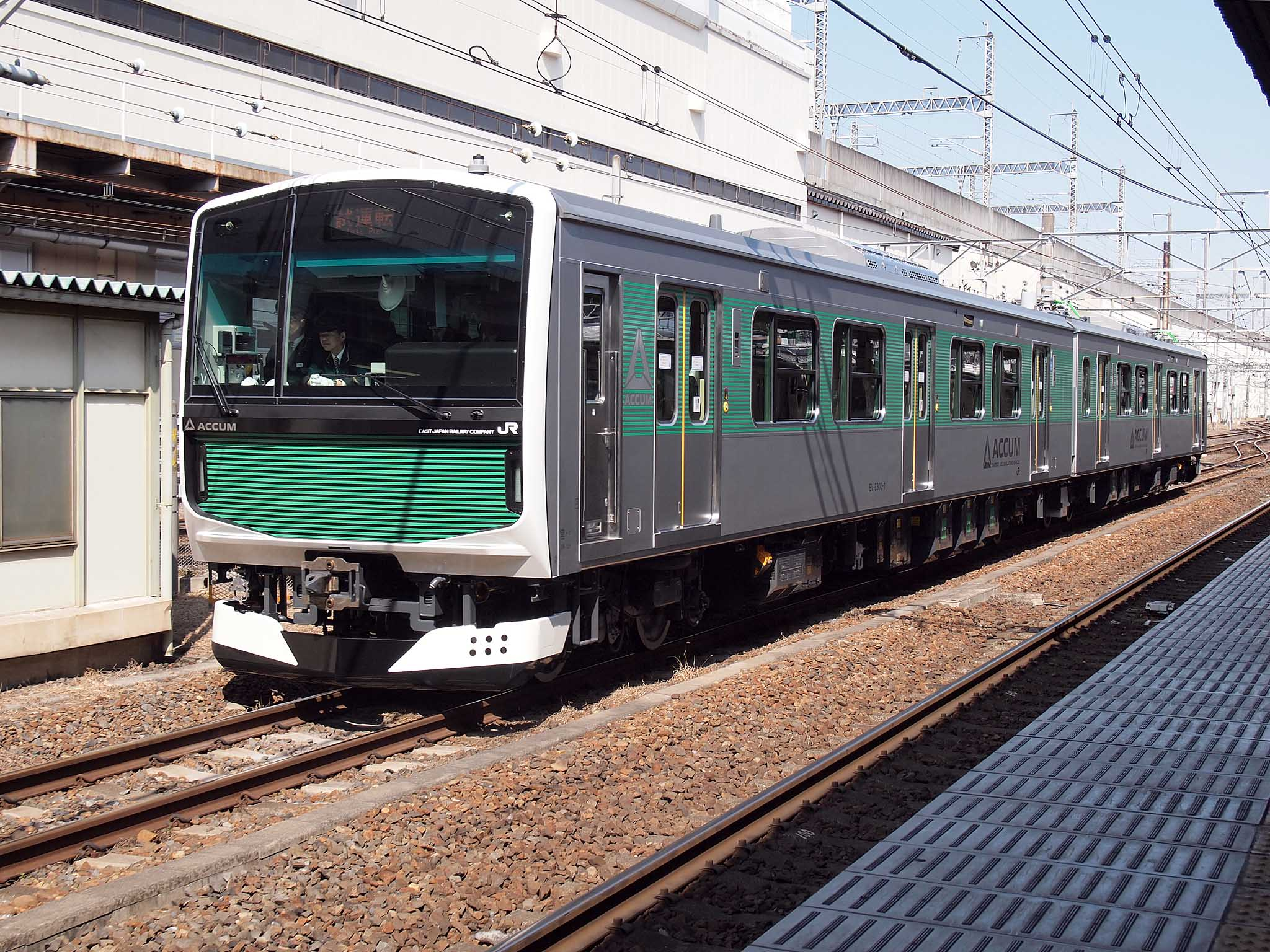
EV-E301